# Vladimir Chredel
Vladimir Chredel (en russe : Влади́мир Ма́ркович Шре́дель) est un réalisateur et un scénariste soviétique né le 5 décembre 1918 à Moscou, République socialiste fédérative soviétique de Russie, et décédé le 17 mars 1993 à Moscou en Russie.

## Biographie
Dès sa naissance il a été plongé dans le monde du spectacle. Sa mère, E. R. Vladimirovna  était actrice, son oncle maternel, Viktor Rodionovitch Olkhovski, travaillait au Théâtre Maly, sa tante maternelle, Lioubov Rodionovna Olkenitskaïa était également actrice et son mari, Andreï Ivanovitch Kritchko était directeur en chef du Théâtre du jeune spectateur de Moscou.
Jusqu'à 8 ans, il a vécu avec sa mère, de 1926 à 1936 chez son oncle maternel et à partir de 1936 chez sa tante maternelle.
A 19 ans, en 1937, il est sorti diplômé de l'école 119 à Moscou et est entré à l'Institut de droit de Moscou (ru). Deux ans après, en 1939, il est rentré au département de réalisation, dans l'atelier de Sergueï Eisenstein à l'Institut national de la cinématographie d'où il est sorti diplômé en 1943.
Ensuite il a réalisé des films documentaires au studio central des films documentaires (TSSDF) appelé ainsi de 1944 à 1994  et appelé maintenant RTsCDF ainsi qu'à Mosnaoutchfilm, nom du studio de 1945 à 1966 maintenant nommé Tsentrnaoutchfilm (ru). L'un d'entre eux, L'Île de Jonas a été  distingué à la Mostra de Venise 1947 si l'on en croit l'article cité en référence.
En 1948, il est devenu membre du Parti communiste de l'Union soviétique et membre de Union des cinéastes de l'URSS (ru) en ?
En 1955, il réalise son premier long métrage, Le Caniche blanc au Studio d'Odessa et en 1956 il devient directeur de production à Lenfilm.

## Filmographie

### Réalisateur
- 1947 : L'Île de Jonas (en russe : Остров Ионы)[3]
- 1951 : Au poste de répartiteur (en russe : У сменного диспетчера)[4] coréalisé avec V. Astafiev, Konstantine Aleksandrovitch Kogtev (ru) et Iou. Zakrevski
- 1954 : Marque de porcelaine « LFZ » (en russe : фарфор марки «лфз»)|[5] coréalisé avec A. Baboian, P. Klaf, Konstantine Aleksandrovitch Kogtev (ru) et Marianna Rochal
- 1955 : Le Caniche blanc avec Marianna Rochal
- 1956 : La Mariée (ru) coréalisé avec Grigori Gueorguievitch Nikouline (ru)
- 1958 : L'Invité de nuit (ru)
- 1959 : Dette impayée (ru)
- 1961 : Jours de semaine et jours fériés (ru)
- 1963 : Deux Dimanches (ru)
- 1966 : Qui a inventé la roue ? (ru)
- 1969 : Cinq tombés du ciel (ru)
- 1971 : Nuit sur le 14e parallèle (ru)
- 1972 : Affaires d'autrefois (ru)
- 1974 : Le Monde de Nikolaï Simonov (en russe : Мир Николая Симонова)[6]
- 1976 : Une longue, longue affaire avec Grigori Aronov
- 1978 : Réunion tardive (ru)
- 1978 : L'Etranger (en russe : Чужая, 1978)[7]
- 1981 : La Vie privée du directeur (ru)
- 1984 : Trois pour cent de risque (ru) coréalisé avec Guennadi Poloka

### Scénariste
- 1971 : Nuit sur le 14e parallèle